# Liste der Monuments historiques in Plouguenast-Langast
Die Liste der Monuments historiques in Plouguenast-Langast führt die Monuments historiques in der französischen Gemeinde Plouguenast-Langast auf.

## Liste der Bauwerke

### Langast
| Bezeichnung     | Beschreibung | Standort       | Kennzeichnung | Schutzstatus | Datum | Bild           |
| --------------- | ------------ | -------------- | ------------- | ------------ | ----- | -------------- |
| Kirche St-Gal   |              | Langast (Lage) | PA00089245    | Classé       | 1981  | weitere Bilder |
| Kapelle St-Jean |              | Langast (Lage) | PA00089244    | Classé       | 1913  | weitere Bilder |

### Plouguenast
| Bezeichnung                    | Beschreibung | Standort | Kennzeichnung | Schutzstatus | Datum | Bild           |
| ------------------------------ | ------------ | -------- | ------------- | ------------ | ----- | -------------- |
| Manoir de la Touche-Brandineuf | Herrenhaus   | (Lage)   | PA00089485    | Inscrit      | 1926  | weitere Bilder |
| Kirche St-Pierre               |              | (Lage)   | PA00089484    | Inscrit      | 1926  | weitere Bilder |

## Liste der Objekte

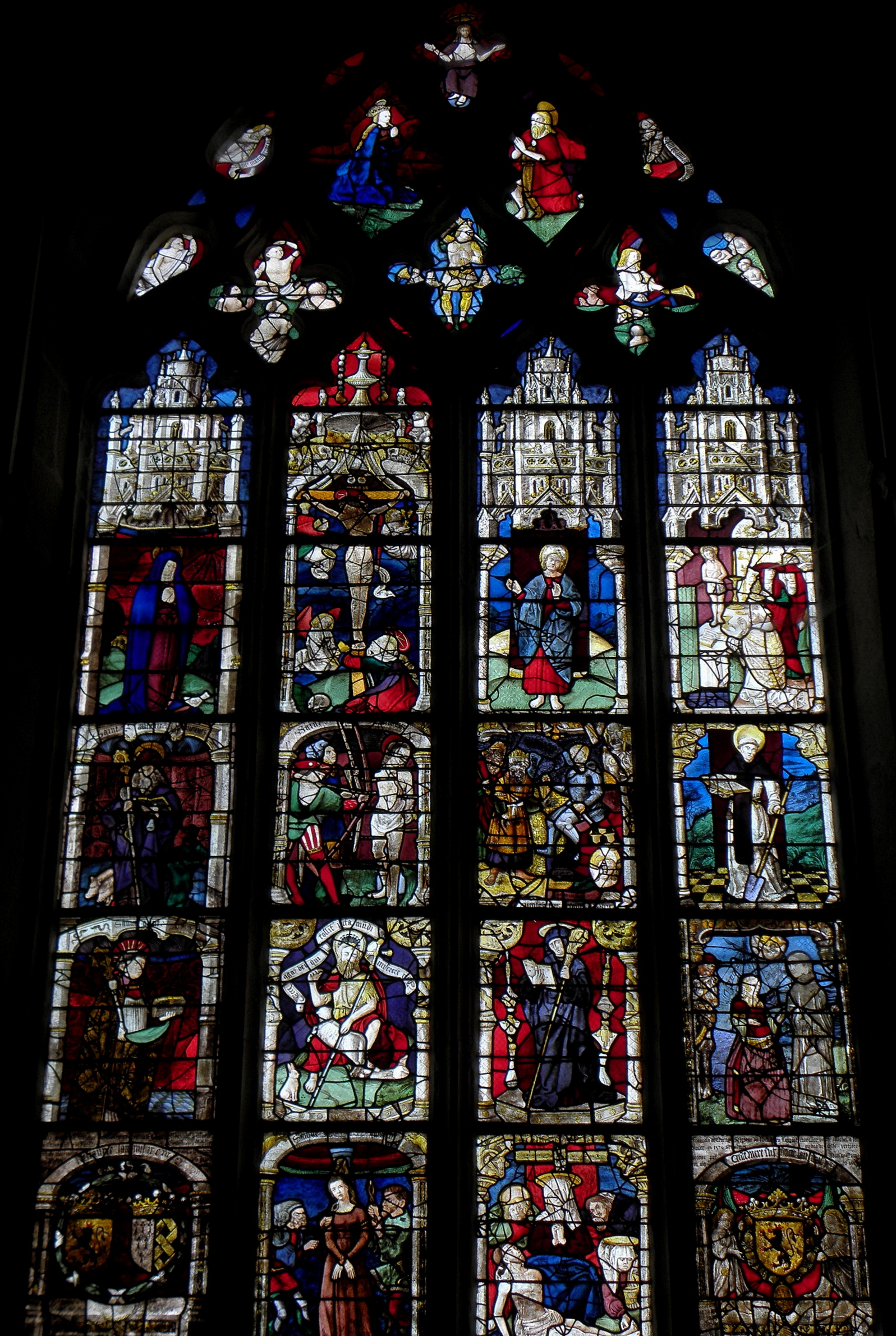
Bleiglasfenster Jüngstes Gericht (1508) in der Kirche St-Gal

- Monuments historiques (Objekte) in Langast in der Base Palissy des französischen Kultusministeriums
- Monuments historiques (Objekte) in Plouguenast in der Base Palissy des französischen Kultusministeriums

Siehe auch: Jüngstes Gericht (Langast)